# Кук Тауншип (округ Камберленд, Пенсільванія)
Кук Тауншип (англ. Cooke Township) — селище (англ. township) в США, в окрузі Камберленд штату Пенсільванія. Населення — 201 особа (2020).

## Демографія
Згідно з переписом 2010 року, у селищі мешкало 179 осіб у 80 домогосподарствах у складі 57 родин. Було 268 помешкань
Расовий склад населення:
| - 98,9 % — білих - 1,1 % — чорних або афроамериканців |

До двох чи більше рас належало 0,0 %. Частка іспаномовних становила 0,0 % від усіх жителів.
За віковим діапазоном населення розподілялося таким чином: 20,1 % — особи молодші 18 років, 67,6 % — особи у віці 18—64 років, 12,3 % — особи у віці 65 років та старші. Медіана віку мешканця становила 45,6 року. На 100 осіб жіночої статі у селищі припадало 92,5 чоловіків;  на 100 жінок у віці від 18 років та старших — 107,2 чоловіків також старших 18 років.
Середній дохід на одне домашнє господарство  становив 87 091 долар США (медіана — 81 071), а середній дохід на одну сім'ю — 92 180 доларів (медіана — 81 750). Медіана доходів становила 58 438 доларів для чоловіків та 50 313 долари для жінок. За межею бідності перебувало 3,4 % осіб, у тому числі 0,0 % дітей у віці до 18 років та 18,2 % осіб у віці 65 років та старших.
Цивільне працевлаштоване населення становило 110 осіб. Основні галузі зайнятості: освіта, охорона здоров'я та соціальна допомога — 25,5 %, публічна адміністрація — 14,5 %, роздрібна торгівля — 11,8 %.